# Ngoyo
Ngoyo (Ngoye, Ngoy, Angoi, Ngoio, N’golo) – dawne królestwo w Afryce na terytorium dzisiejszego Konga.
Ngoyo powstało ok. XV wieku. Leżało w nadatlantyckiej części Demokratycznej Republiki Konga pomiędzy Kabindą a Angolą, tuż na północ od rzeki Kongo. Zostało założone przez plemiona mówiące językiem Bantu. Jej stolicą była Mbanza Ngoyo. Władcy Ngoyo nazywani byli „lordami ziemi” („nfumu nsi”).
W XVIII wieku głównym miastem królestwa był port Cabinda, gdzie gospodarka opierała się głównie na handlu niewolnikami. W 1783 roku Ngoyo dołączyło do sił stanu Kakongo (z terenu dzisiejszej Republiki Konga), w celu zniszczenia fortu Portugalczyków. Jakkolwiek, niedługo na królestwo spadło brzemię finansowe, jakie za sobą pociągnął majestat władzy. Z większą i większą liczbą rościcieli, królestwo straciło integralność w 1830 roku po tym, jak szlachcice nie wybrali nowego króla.